# 1662년
1662년은 일요일로 시작하는 평년이다.

## 연호
- 남명(南明) 영력(永曆) 16년
- 청(淸) 강희(康熙) 원년
- 일본(日本) 간분(寛文) 2년
- 후 레 왕조(後黎朝) 빈토(永壽) 5년 / 반카인(萬慶) 원년
- 막 왕조(莫朝) 투언득(順德) 25년

## 기년
- 남명(南明) 소종 영력제(昭宗 永曆帝) 16년
- 류큐(琉球) 쇼시쓰왕(尚質王) 15년
- 청(淸) 성조 강희제(聖祖 康熙帝) 원년
- 조선(朝鮮) 현종(顯宗) 3년
- 후 레 왕조(後黎朝) 신종(神宗) 복위 14년

## 사건
- 6월 1일 (음력 4월 15일) - 남명(南明)의 황제 영력제가 청군 및 평서왕 오삼계에게 버마에서 처참히 죽임을 당했다.
- 6월 23일 (음력 5월 8일) - 타이완섬을 점유하고 있던 정성공이 39세의 나이로 죽었다.

## 탄생
- 4월 26일 - 스페인의 왕비 마리루이즈 도를레앙. (~1689년)
- 4월 30일 - 영국의 국왕 메리 2세. (~1694년)
- 6월 11일 - 일본 에도 막부의 제6대 쇼군 도쿠가와 이에노부. (~1712년)
- 7월 11일 - 신성로마제국의 선제후 막시밀리안 2세 에마누엘 폰 바이에른 선제후. (~1726년)
- 10월 6일 - 스웨덴의 정치인 안드레아스 웅에. (~1736년)

### 미상
- 스페인의 국왕 카를로스 2세의 첫번째 왕비 마리루이즈 도를레앙. (~1689년)
- 청나라 강희제의 연호 강희. (~1722년)

## 사망
- 8월 19일 - 프랑스의 수학자 블레즈 파스칼. (1623년~)